# Мети Камбери
Мети Камбери (Ниш, 2000) српски је писац ромског порекла. Аутор је три романа, од којих су прва два аутобиографска, Град бола (2019), издатог у више издања, Град греха (2021) и Валцер одбачених (2022) и збирке песама Диши док те има (2023).

## Биографија
Рођен је 29. новембра 2000. године у Нишу, у сиромашној ромској породици. Одрастао је уз неписмену мајку, која се бави скупљањем секударних сировина, док оца никад није упознао. Време је проводио са братом на улицама Ниша и просио. Пошто га је мајка оставила, променио је три хранитељске породице до своје дванаесте године, када је смештен у Дом за незбринуту децу „Душко Радовић”.
Почео је да пише „како би победио своје унутрашње страхове, немире и демоне”.
| „ | Имам једну мајку која ме је родила и оставила, и имам ону другу мајку која ме је чувала, васпитала и научила да мислим. То је моја васпитачица Емилија Ђуровић, њој сам бескрајно захвалан. | ” |

Након пунолетства напустио је смештај у дому, почео да ради на грађевини и да се сналази уз помоћ пријатеља. Поред осталог, неколико година је и волонтирао у тиму Уједињених нација у Србији. Захваљујући снази воље успео је да промени свој живот и остави траг. Поред три романа и збирке песама, написао је у сарадњи са  пријатељем и сценарио за филм по свом првом роману, чијем остварењу не престаје да се нада.
Уписао је Социологију на Филозофском факултету Универзитета у Београду где се није пронашао. У јуну 2023. године се крстио у православној цркви Светог Александра Невског, када је добио крштено име Матеј. Од 16. јула је у браку са Симоном Камбери, девојачко Павловић са којом има ћерку Селену.